# Земля Густава V
Земля Густава V (норв. Gustav V Land) — часть территории острова Северо-Восточная Земля (архипелаг Шпицберген).
Земля Густава V находится в северо-западной части острова, к северу от Валенбергфьорда. Большая часть территории покрыта ледником Вестфонна. Земля получила название в честь Густава V, короля Швеции в 1907—1950 годах.